# Konstantin Bakun
Konstantin Anatoljewicz Bakun (ros. Константин Анатольевич Бакун; ur. 15 marca 1985 w Doniecku) – rosyjski (wcześniej ukraiński) siatkarz, grający na pozycji atakującego. Reprezentant Ukrainy i Rosji. Od sezonu 2018/2019 występuje w drużynie Lokomotiw Nowosybirsk.

## Życie prywatne
Ma żonę Annę. W 2011 roku urodziła się córka Alina.

## Sukcesy klubowe
Mistrzostwo Ukrainy:
- 2006, 2008
- 2007
- 2005

Puchar CEV:
- 2018
- 2016

Mistrzostwo Rosji:
- 2020
- 2017

## Sukcesy reprezentacyjne
Liga Narodów:
- 2018 (Rosja)

## Nagrody indywidualne
- 2018: MVP Pucharu CEV